# Plaza & Janés
Plaza & Janés Editores S.A. és una editorial espanyola fundada en 1959 a Barcelona per Germán Plaza, a partir del fons editorial Janés i el d'Editorial Plaza. Des de 2001 pertany al grup Random House Mondadori, resultat d'una empresa conjunta entre Random House, la divisió editorial de Bertelsmann i Mondadori.

## Història
Plaza & Janés Editores S.A. va néixer en 1959 com a producte de la fusió dels segells de Germán Plaza (Edicions Cliper) i de l'editor i poeta Josep Janés i Olivé. L'empresa es va expandir amb velocitat i ja en els anys 1970 comptava amb una presència important al mercat editorial espanyol i hispanoamericà. En 1984 el grup de comunicacions alemany Bertelsmann va adquirir l'empresa i el 1986 va editar la seva primera col·lecció de llibres en català «Lletres Catalanes». L'any 1992 va crear l'Editorial Paradigma per a l'edició de novel·la i assaig. L'any 1996 va comprar l'Editorial Lumen. El 2001 formaria part de la joint venture amb Mondadori, Random House Mondadori.

## Catàleg editorial
Al catàleg de l'editorial destaquen autors de talla internacional com Stephen King, John le Carré, Ken Follett, Mika Waltari, George R. R. Martin i Isabel Allende, i escriptors espanyols com Javier Reverte, José Luis Sampedro i Julia Navarro. En la seva línia de narrativa femenina es destaquen les autores de best sellers Danielle Steel i Marian Keyes.
Juntament amb els escriptors consagrats, l'editorial aposta per descobrir els joves talents, per promocionar les seves obres literàries, com és el cas de Carla Montero i Patrick Rothfuss.
L'editorial alberga diversos gèneres literaris: des de les novel·les d'aventura, romàntiques i de no ficció, fins a obres relacionades amb temes culturals, polítics, d'actualitat; biografies i altres temes d'interès relacionats amb programes de televisió que han triomfat, salut, cuina, entre d'altres.